# Сенеркья
Сенеркья (итал. Senerchia) — коммуна в Италии, располагается в регионе Кампания, в провинции Авеллино.
Население составляет 876 человек (2008 г.), плотность населения составляет 25 чел./км². Занимает площадь 36 км². Почтовый индекс — 83050. Телефонный код — 0827.
Покровителем коммуны почитается святой архангел Михаил, празднование 8 мая и 29 сентября.

## Демография
Динамика населения:

## Администрация коммуны
- Официальный сайт: http://www.comune.Senerchia.av.it/